# مشروع بريزم
يعد مشروع بريزم برنامج تعليمي لحقوق الإنسان للشابات. تم استخدام أربع ركائز أساسية في تدريس حقوق الإنسان لإشراك هؤلاء الشابات: المشاركة المدنية، العدالة الاجتماعية، السلام الداخلي، والتفكير النقدي. تدير بريزم معتكف حقوق الإنسان لمنح الفتيات الشابات الأدوات الأزمة لكي يصبحن فاعلات في مجتمعاتهن ويخلقن تغيير مجتمعي إيجابي. كما يوفروا مجموعة أدوات للمنظمين الميدانين لكي يستطيعوا إدارة الاعتكاف في مناطقهم. وقد اقترن مشروع بريزم بالمشروع العالمي للأمية، حيث عمل مع مدارس في الولايات المتحدة لجمع الكتب والمواد التعليمية الأخرى حتى يتم إرسالها إلى مدارس دول العالم الثالث.

## الأنشطة
تنشط منظمة مشروع بريزم في جنوب أفريقيا وكينيا، بالإضافة إلى عقدها اجتماع سنوي على أرض كلية دوجلاس في جامعة روتجرز. احتفلت المنظمة بإطلاقها باجتماع حضره أكثر من مائة شابة في كينيا. وهناك برامج تعليمية أخرى تقدم في شرق آسيا وبلغاريا.